# Asghedom Tessema Fesseha
Asghedom Tessema Fesseha – etiopski dyplomata.
Kształcił się między innymi w Moskwie i Amsterdamie. Pełnił funkcję zastępcy stałego przedstawiciela Etiopii przy ONZ (1992 - 2002). W latach 2002–2006 był szefem departamentu politycznego i ekonomicznego ambasady w Waszyngtonie. Następnie przeniesiono go na stanowisko ambasadora w Tel Awiwie (do 2010). W marcu 2011 złożył na ręce prezydenta RFN, listy uwierzytelniające, jako nowy ambasador Etiopii w Berlinie.